# Hirz-Maulsbach
Hirz-Maulsbach est une municipalité allemande située dans le land de Rhénanie-Palatinat et l'arrondissement d'Altenkirchen (Westerwald).

## Source
- (de) Cet article est partiellement ou en totalité issu de l’article de Wikipédia en allemand intitulé « Hirz-Maulsbach » (voir la liste des auteurs).